# Mosze Justman
Mosze Justman ps. B. Juszson (ur. 15 czerwca 1889 w Warszawie, zm. w marcu 1942 w Brytyjskim Mandacie Palestyny) – polski publicysta i dziennikarz prasowy żydowskiego pochodzenia.

## Życiorys
O jego młodości niewiele wiadomo. Pracę jako dziennikarz rozpoczął w 1907 w warszawskiej gazecie „Jidyszes Wochenblat” wydawanej przez Samuela Jakuba Jackana. Następnie podjął współpracę z gazetą „Hajnt”, lecz szybko, to jest w 1910, przeniósł się do redakcji „Der Moment”. Z „Der Moment” związał się na wiele lat, na jego łamach publikował serię felietonów o tematyce politycznej, która przyniosła mu rozgłos – Listy polityczne. W 1925, skłóciwszy się z ówczesnym redaktorem naczelnym „Der Moment” Cwi Pryłuckim, przeniósł się do „Hajntu”.
Był autorem powieści Im rabins hojf oraz wielotomowej antologii literatury talmudycznej Fun unzer altn oce. 
W 1939 zbiegł z Warszawy do Wilna, skąd przedostał się do Palestyny. Zmarł i został pochowany tamże w 1942.